# Zeta Canis Minoris
Zeta Canis Minoris (ζ CMi / 13 Canis Minoris) és un estel en la constel·lació del Ca Menor de magnitud aparent +5,12. Sense nom propi habitual, en l'astronomia xinesa era coneguda, per l'asterisme format al costat de θ Canis Minoris, ο Canis Minoris i π Canis Minoris, com Shwuy Wei, «un lloc d'aigua».
Zeta Canis Minoris és una geganta lluminosa blanc-blavosa de tipus espectral B8II. Té una temperatura efectiva de 11.800 K i la seva lluminositat bolomètrica és 490 vegades major que la lluminositat solar. La seva massa és quatre vegades major que la del Sol. D'acord amb la nova reducció de dades del satèl·lit Hipparcos, la seua paral·laxi és de 5,23 ± 0,36 mil·lisegons d'arc, cosa que implica que es troba a una distància aproximada de 623 anys llum respecte al sistema solar.
Zeta Canis Minoris és un estel de mercuri-manganès, grup tipificat per Alpheratz (α Andromedae) i χ Lupi. Aquests estels, a més de mostrar elevats continguts de metalls pesants, es caracteritzen per rotar lentament; així, la velocitat de rotació mesurada per Zeta Canis Minoris és de 25 km/s, valor baix per a un estel de les seves característiques. Moltes d'aquests estels formen part d'estels binaris o estels múltiples però Zeta Canis Minoris no té cap companya estel·lar coneguda. El seu camp magnètic efectiu Be, és de 100 G.